# یانوش زائورسکی
یانوش زائورسکی (لهستانی: Janusz Zaorski؛ زادهٔ ۱۹ سپتامبر ۱۹۴۷) بازیگر، کارگردان و فیلم‌نامه‌نویس اهل لهستان است. وی از سال ۱۹۶۷ میلادی تاکنون مشغول فعالیت بوده‌است. این بازیگر توانمند تاکنون برندهٔ جوایزی از جشنواره‌های فیلم برلین و لوکارنو شده است.
از فیلم‌های او می‌توان به قمار فوتبال، مادر پادشاهان، نیویورک شاد و دریاچه کنستانس اشاره کرد.